# Иксинское месторождение
Иксинское месторождение — месторождение бокситов неподалёку от посёлка Североонежск Плесецкого района Архангельской области. Расположено в пределах Северо-Онежского бокситоносного района. Представлено шестью залежами — Беловодской, Евсюковской, Чирковской, Кудрявцевской, Тарасовской и Казаковской — расположенными по обоим берегам реки Онега. Своё название месторождение получило по имени пролегающего поблизости притока Онеги — реки Икса.

## История освоения
Первая тонна бокситов была добыта 29 июня 1974 года. С 1976 года разработку Западной части Беловодской залежи Иксинского месторождения открытым способом ведёт ОАО «Северо-Онежский бокситовый рудник». Он обслуживается Заонежской железной дорогой.
27 октября 2004 года Федеральным агентством по недропользованию было объявлено о проведении 16 декабря 2004 года аукциона на право пользования недрами с целью добычи бокситов на Иксинском месторождении кроме Западного участка Беловодской залежи. 13 июля 2007 года лицензию на добычу бокситов оставшихся участков получило ОАО «РУСАЛ Ачинский глинозёмный комбинат». 3 октября 2008 года лицензия была аннулирована.

## Характеристика месторождения
Общая площадь распространения бокситных руд Иксинского месторождения составляет около 120 км2, кондиционных руд — 35 км2. Мощность пластов варьируется в пределах от 0,8 до 16,0 м (кондиционных — от 2,5 до 8,0 м). Учтённые балансовые запасы на 1 января 2011 года составляют 256 490 тыс. т. Причем более 80 % разведанных запасов сосредоточены в пределах Беловодской залежи; ещё 11 % запасов относятся к Евсюковской залежи. Остальные запасы распределены между оставшимися участками.

### Беловодская залежь
Протяженность Западного участка Беловодской залежи — 3,5 км, ширина — до 2,5 км. Средняя мощность рудного тела — 6,6 м, максимальная — 13 м. Чтобы добраться до полезной толщи месторождения, требуется провести вскрышные работы на глубину до 50 м.
Минеральное сырье Беловодской залежи Иксинского месторождения относится к бокситам низкого качества, для них характерно высокое содержание кремнезёма и вредных примесей, низкое содержание железа. Они могут перерабатываться на глинозём, но в основном энергоёмким спекательным способом. Для производства глинозёма и огнеупоров пригодны 93,4 % бокситов, остальные используются в металлургической и цементной промышленности.
За время разработки Западного участка залежи добыто более 15 миллионов тонн руды.
| 2004  | 2005   | 2006   | 2007   | 2008   | 2009   | 2010   |
| ----- | ------ | ------ | ------ | ------ | ------ | ------ |
| 706,8 | ▲733,4 | ▼590,0 | ▲636,2 | ▼632,9 | ▼409,0 | ▲691,5 |